# مایدن‌ماینز (میزوری)
مایدن‌ماینز (به انگلیسی: Mindenmines) یک شهر در ایالات متحده آمریکا است که در شهرستان بارتون، میزوری واقع شده‌است. مایدن‌ماینز ۹٫۸۴ کیلومتر مربع مساحت و ۳۶۵ نفر جمعیت دارد و ۲۹۳ متر بالاتر از سطح دریا واقع شده‌است.